# 塞舌爾綠鸚鵡
塞舌爾綠鸚鵡（Psittacula wardi）是一種曾生活在塞舌爾的鸚鵡。牠們像亞歷山大鸚鵡，但較為細小及沒有紅色頸圈。牠們的滅絕可能是因農民及種植椰子的商戶過度獵殺所導致的。
塞舌爾綠鸚鵡是馬埃島及錫盧埃特島的特有種，並曾於普拉蘭島出現。牠們於1867年的描述中就已變得很稀少。最後的標本是於1881年所採集，而最後捕獲飼養的則是在1883年。牠們最終於1906年滅絕。

## 外部連結
- World Parrot Trust （页面存档备份，存于） Parrot Encyclopedia - Species Profiles